# Pedro Amador
Pedro Miguel Santos Amador, noto semplicemente come Pedro Amador (Loures, 18 dicembre 1998), è un calciatore portoghese, difensore dell'Atlanta United.

## Caratteristiche tecniche
È un terzino sinistro.

## Carriera
Nato a Loures, all'età di 9 anni è entrato a far parte del settore giovanile dello Sporting Lisbona dove è rimasto fino al 2013. Successivamente ha giocato nella primavera di Sacavenense e Belenenses prima di approdare al 1º Dezembro nel 2017. Qui ha fatto il suo esordio fra i professionisti disputando l'incontro di Campeonato de Portugal vinto 3-1 contro il Guadalupe.
Il 31 gennaio 2018 è stato acquistato dal Braga, che lo ha aggregato alla propria seconda squadra militante in LigaPro. Ad inizio 2020 ha iniziato a ricevere convocazioni dalla prima squadra ed il 23 febbraio ha esordito in Primeira Liga sostituendo Nuno Sequeira al 25' dell'incontro vinto 3-1 contro il Vitória Setúbal.

## Statistiche

### Presenze e reti nei club
Statistiche aggiornate al 24 novembre 2024.
| Stagione          | Squadra           | Campionato        | Campionato | Campionato | Coppe nazionali | Coppe nazionali | Coppe nazionali | Coppe continentali | Coppe continentali | Coppe continentali | Altre coppe | Altre coppe | Altre coppe | Totale | Totale |
| Stagione          | Squadra           | Comp              | Pres       | Reti       | Comp            | Pres            | Reti            | Comp               | Pres               | Reti               | Comp        | Pres        | Reti        | Pres   | Reti   |
| ----------------- | ----------------- | ----------------- | ---------- | ---------- | --------------- | --------------- | --------------- | ------------------ | ------------------ | ------------------ | ----------- | ----------- | ----------- | ------ | ------ |
| 2017-gen. 2018    | 1º Dezembro       | CdP               | 14         | 0          | -               | -               | -               | -                  | -                  | -                  | -           | -           | -           | 14     | 0      |
| gen.-giu. 2018    | Braga B           | SL                | 7          | 0          | -               | -               | -               | -                  | -                  | -                  | -           | -           | -           | 7      | 0      |
| 2018-2019         | Braga B           | SL                | 18         | 1          | -               | -               | -               | -                  | -                  | -                  | -           | -           | -           | 18     | 1      |
| 2019-feb. 2020    | Braga B           | SL                | 11         | 2          | -               | -               | -               | -                  | -                  | -                  | -           | -           | -           | 11     | 2      |
| Totale Braga B    | Totale Braga B    | Totale Braga B    | 36         | 3          |                 | -               | -               |                    | -                  | -                  |             | -           | -           | 36     | 3      |
| feb.-giu. 2020    | Braga             | PL                | 9          | 0          | -               | -               | -               | -                  | -                  | -                  | -           | -           | -           | 9      | 0      |
| 2020-2021         | Moreirense        | PL                | 4          | 0          | CP              | 0               | 0               | -                  | -                  | -                  | -           | -           | -           | 4      | 0      |
| 2021-2022         | Moreirense        | PL                | 20+2       | 0          | CP              | 2               | 0               | -                  | -                  | -                  | -           | -           | -           | 24     | 0      |
| 2022-2023         | Moreirense        | SL                | 22         | 0          | CP+CdL          | 3+4             | 1+0             | -                  | -                  | -                  | -           | -           | -           | 29     | 1      |
| 2023-2024         | Moreirense        | PL                | 21         | 0          | CP+CdL          | 1+1             | 0               | -                  | -                  | -                  | -           | -           | -           | 23     | 0      |
| Totale Moreirense | Totale Moreirense | Totale Moreirense | 67+2       | 0          |                 | 11              | 0               |                    | -                  | -                  |             | -           | -           | 80     | 0      |
| lugl.-dic. 2024   | Atlanta United    | MLS               | 9+5        | 0          | -               | -               | -               | -                  | -                  | -                  | LC          | 2           | 0           | 16     | 0      |
| Totale carriera   | Totale carriera   | Totale carriera   | 142        | 3          |                 | 11              | 0               |                    | -                  | -                  |             | 2           | 0           | 155    | 3      |

## Palmarès

### Club

#### Competizioni nazionali
- Segunda Liga: 1

Moreirense: 2022-2023